# سينيشا مالي
سينيشا مالي (باللغة الصربية:Синиша Мали) (بلغراد، 25 أغسطس 1972) هو اقتصادي صربي، سياسي، عضو رئاسة الحزب التقدمي الصربي ووزير المالية في حكومة جمهورية صربيا. منذ عام 2014 إلى 2018 كان يشغل منصب محافظ بلغراد ومنصب رئيس الجهة المؤقتة لمدينة بلغراد. كان يعمل مستشارا ماليا في القطاع التجاري لمدة طويلة.

## السيرة الذاتية
تخرج من المدرسة الابتدائية والمدرسة الثانونية، مدرسة بلغراد الثانوية العامة الخامسة، في بلغراد. تخرج وحصل على شهادة الماجيستير من كلية الاقتصاد التابعة لجامعة بلغراد. خلال دراسته الأساسية نال جائزة طالب الجيل وبعد انتهاء الدراسة نال جائزة أفضل رسالة دبلوم. عام 1999 حصل على شهادة الماجيستير في جامعة واشنطن في سانت لويس، الولايات الأمريكية المتحدة، قسم المالية (Master of Business Administration diploma) كمستفيد منحة Ron Brown. قد شغل خلال دراسته الجامعية أستاذا مساعدا لخمس مواد دراسية في مجال المالية التجارية. بعد الدراسة نال جائزة أفضل طالب في مجال المالية وجائزة يعترف له بموجبها بأنه ينتمي إلى نسبة 10% من أفضل الطلاب في أحسن المدارس التجارية العشرين في الولايات الأمريكية المتحدة في تلك السنة. في يونيو 2017 أنهى من دراسته كمتدرب الصف السادس في مدرسة الأمن والدفاع العليا وحصل على مستوى التخصص المهني الأعلى في الجيش الصربي.

## الحياة المهنية
في فبراير عام 2001 تم تعيينها لشغل منصب مساعد وزير الخصخصة في وزارة التجارة والخصخصة لحكومة جمهورية صربيا. في نهاية نفس العام انتقل إلى وكالة الخصخصة حيث كان يشغل مدير مركز الخصخصة من خلال المناقصات والمزايدات. بقي في هذا المنصب لغاية عام 2003. قبل ذلك كان يعمل مستشارا ماليا في القطاع الخاص حيث كان يشغل في بعض الشركات الخاصة الاستشارية في مجال تقديم الخدمات المالية. قبل ما تولى منصب مساعد وزير الخصخصة كان يعمل في "Credit Suisse First Boston" في نيويورك ومجموعة "Mergers & Acquisitions" حيث كان مكلفا بأعمال شراء شركات وبيعها، إعادة الهيكلة وضبط تحليل الأعمال التجارية. كان يعمل أيضا مستشارا في شركة "Deloitte & Touche" في بلغراد وبراغ، حيث تخصص في مجال شراء شركات وبيعها، الاستشارات المالية، إعادة الهيكلة المالية، وضبط إدارة الأعمال في الشركات الخاصة والعامة. منذ عام 2005 إلى عام 2008 كان مدير عام شركـة "NCA Investment Group Doo Beograd" للعقارات. كذلك كان السيد مالي مدير بعض مجالس المديرين بما فيها سيارات فيات كرايسلر صربيا ومصرف Komercijalna banka، كما كان مدير مجلس الإشراف لـــــAir Serbia. بالإضافة إلى ذلك كان رئيس لجنة تنظيم بطولة ألعاب القوى في بلغراد ومسابقة EuroLeague Final Four المقامة في بلغراد عام 2018. السيد مالي هو محلل مالي معتمد أيضا. هو عضو معهد Chartered Financial Analyst (CFA)، Fulbright Alumni Association of Serbia، نادي الأعمال البريطاني الصربي ونادي جولف بلغراد وهو حامل بطاقة الجولف الخضراء. كذلك هو حامل رخصة مدير الحوافظ الصادرة عن هيئة الأوراق المالية الصربية.

## العمل السياسي
منذ أبريل 2014 إلى مايو 2018 كان يشغل منصب محافظ مدينة بلغراد، وقبل ذلك أي منذ نوفمبر 2013 كان يشغل رئيس الجهة المؤقتة لمدينة بلغراد. قبل ما أصبح محافظ بلغراد، كان مستشارا خاصا بالشؤون التجارية والمالية في حكومة رئيس الوزراء لجمهورية صربيا آنذاك السيد ألكسندر فوتشيتش. وقد باشر بصفته الرجل الأول في بلغراد برنامج ضبط أوضاع المالية في سبيل تخفيض دين مدينة بلغراد.
قد قلص دين مدينة بلغراد إلى النصف، والذي بلغ 1,2 مليار يورو عام 2014 كما خفض العجز في الميزانية بنسبة أربع مرات. قام السيد مالي بتنفيذ ضبط إدارة الشركات العامة وشركات المرافق العامة، التي قطعت شوطا طويلا من ناقص ملياري دينار إلى صافي الربح الذي بلغ قدره 10 مليارات دينار خلال أول السنين الثلاث لفترة توليه منصب المحافظ.
وباشر مشاريع استثمارية كبيرة في مدينة بلغراد أهمها مشروع "Belgrade Waterfront" الذي تبلغ قيمته 3,5 مليارات يورو. من البداية كان السيد مالي يشارك في تنفيذ هذا المشروع المهم جدا لمدينة بلغراد وذلك مع الشركاء العرب – شركة "Eagle Hills" ومديرها محمد بن علي العبار. هذا المشروع عبارة عن مجمع كبير يتم إنشاءه على ضفة نهر سافا، في وسط بلغراد، في مساحة كانت لعقود من الزمن غير مرتبة تماما.
خلال فترة انتداب سينيشا مالي تم مباشرة دورة الاستثمارات الجديدة في مدينة بلغراد. انفتح متجر إيكيا ، أول فندق هيلتون ومصنع "MeiTa" في مدينة أوبرينوفاتس. تم إعادة بناء ميدان سلافيا، بوليفارد أوسلوبوجينيا، شارع روزفيلتوفا وشارع مييه كوفاتشيفيتشا بصورة كاملة. انفتح جسر بوبين عبر نهر الدانوب وانتهى بناء مصنع المياه «ماكيش 2». ابتدأت الأعمال على تحويل وسط المدينة إلى منطقة المشاة، حيث تم إعادة إنشاء أوبيليتشيف فيناتس بالكامل وتم غلقه لحركة المرور، كما تم إعادة بناء كوسانتشيتشيف فيناتس وشارع فوكا كاراجيتشا. بدأ عمل متحف الفن المعاصر من جديد. تم توقيع عقود لبناء مصنع معالجة مياه الصرف الصحي في فينتشا، مصنع معالجة مياه الصرف الصحي في فيليكو سيلو وبناء خطوط أنابيب التدفئة المركزية أوبرينوفاتس – بلغراد الجديدة.
من البداية كان يشارك في خلق الخطوط الجوية الوطنية الجديدة Air Serbia مع الشركاء العرب من شركة Etihad Airways. في هذه الشركة شغل وظيفة رئيس مجلس الإشراف. استقال من هذه الوظيفة عندما تولى منصب وزير المالية.
نال جائزة «أحسن أوروبي 2014» لمشروع تطوير بلغراد وإعادة بنائها. إن الحركة الأوروبية في البوسنة والهرسك منحت لها الاعتراف عام 2017 بأنها «المدينة الأكثر تسامحا في المنطقة».
في مايو 2018 تم تعيين سينيشا مالي في المجلس الوطني لجمهورية صربيا ليكون وزير المالية في حكومة جمهورية صربيا. لقد وصل إلى منصب وزير المالية كالخبير المالي المعترف به، الذي عمل لأعظم الشركات الاستشارية العالمية وكالمحافظ الذي قد باشر ونفذ برنامج ضبظ أوضاع المالية الواسع، حيث قام بتقليص دين مدينة بلغراد إلى النصف وتخفيض العجز في الميزانية بنسبة ملحوظة. خلال انتدابه حصلت مدينة بلغراد لأول مرة على التصنيف الائتماني الذي يبلغ BA3 حسب تقرير وكالة التصنيف Mudis.
بتاريخ 4 يوليو 2019 تم تعيينه لمنصب رئيس هيئة تنسيق منع غسل الأموال وتمويل الإرهاب، وفي الوقت نفسه يشغل منصب رئيس هيئة تنسيق مكافحة الاقتصاد الرمادي. كما هو محافظ جمهورية صربيا في البنك الآسيوي للاستثمار في البنية التحتية، محافظ جمهورية صربيا في البنك الأوروبي لإعادة البناء والتنمية ومحافظ جمهورية صربيا في البنك الدولي.
قامت وكالة التصنيف "Fitch Ratings" في سبتمبر 2019 بزيادة التصنيف الائتماني لجمهورية صربيا من "BB" إلى "BB+" وبوجود الدلائل المستقرة للمزيد من الزيادة. قد أشار وزير المالية سينيشا مالي إلى أن هذه الحقيقة تمثل مؤشرا آخر للإصلاحات الناجحة التي يجري تنفيذها في بلدنا وذكر أنه دفع إضافي للاقتصاد الوطني.
في نهاية عام 2019 قامت وكالة التصنيف "S&P" بزيادة التصنيف الائتماني الصربي إلى "BB+" وبوجود الدلائل الإيجابية للمزيد من التقدم، الأمر الذي أدى صربيا إلى خطوة من تصنيف الاستثمار.
في السنة الثانية من انتدابه وزير المالية، أعاد سينيشا مالي صربيا إلى سوق رأس المال الدولي حيث قامت صربيا مرتين في عام 2019 بإصدار سندات اليورو في بورصة لندن بأقل أسعار الفائدة تاريخيا وبهذه الطريقة تجحت بسداد قروضها بالدولار أغلى بكثير من الماضي.

## الحياة الشخصية
يمارس الرياضة بالنشاط. هو حامل شرفي للحزام الأسود في التايكوندو اليوم الخامس لمساهمته في تطوير الرياضة. هو مشارك منتظم في نصف سباقات الماراثون ضمن ماراثون بلغراد، وفي نوفمبر 2018 ركض سباق ماراثون 42 كم في أثينا. كما ركض سينيشا مالي في سبتمبر 2019 سباق الماراثون كله في برلين. هو حامل وسام الشهداء الكبار كراغويفاتش الدرجة الأولى، بمباركة بطريرك إيريني الصربي، فسلم أسقف شوماديا يوفان الوسام له.
يتلكم اللغة الإنجليزية بالطلاقة، يستخدم اللغة اليونانية ويتعلم اللغة الصينية.
لديه ثلاثة أولاد وأسماؤهم تيودورا، فيكتور ولولا.